# Moustash
Moustash was een Belgische band uit Gent.
De muziek van Moustash is een potpourri van genres met invloeden van ska, gipsyjazz, Frans chanson, shuffle, rock-'n-roll, balkan, bossanova en reggae. Concreet betekent dit onder meer: Django Reinhardt, Georges Brassens, La Rue Kétanou, Babylon Circus, Renaud, De Kift, De Nieuwe Snaar, Luis Mariano.
Moustash begon ooit als straatspektakel, met veel flauwe grappen en een eigen trukendoos, met instant-poëzie en muziek. In 2009 verscheen de eerste officiële cd van Moustash, getiteld Tomat Krevet (mix door Robbe Kieckens, mastering door Uwe Teichert). Op 15 december 2012 werd Pochtron voorgesteld, een 20 nummers tellende cd (opnames en mix door Geert De Waegeneer, mastering door Uwe Teichert). Hierop is naast eigen werk ook een cover van de Nederlandse band Klavan Gadjé (Hersencel) te horen.
De composities van Moustash ontsproten uit de breinen van Maarten Vanhoucke, Erik Lievens en Merijn Landuyt. Op de demo-cd Kartoush staan ook enkele nummers geschreven door Jan Cannaerts. De in 2016 verschenen ep Haar bevat ook een cover van Flip Kowlier (Mo ba nin, vertaald in het Frans als Beh non).
Moustash speelde op onder meer het Cactusfestival, Mano Mundo, de Gentse Feesten, het Over het IJ Festival, het Virus Festival, Fiesta Mundial en Kokopelli.

## Discografie
- Kartoush (2005-2006) - demo-cd
- Tomat Krevet (2009)
- Pochtron (2012)
- Haar (2016)
- Beter dan dit wordt het niet (2024)